# Sportsklubben Brann 2009
Questa voce raccoglie le informazioni riguardanti lo Sportsklubben Brann nelle competizioni ufficiali della stagione 2009.

## Rosa
| N. |                      | Ruolo | Calciatore         |
| -- | -------------------- | ----- | ------------------ |
| 1  | Norvegia (bandiera)  | P     | Johan Thorbjørnsen |
| 2  | Islanda (bandiera)   | D     | Birkir Sævarsson   |
| 3  | Norvegia (bandiera)  | D     | Bjørn Dahl         |
| 4  | Norvegia (bandiera)  | D     | Cato Guntveit      |
| 5  | Giamaica (bandiera)  | C     | Rodolph Austin     |
| 6  | Norvegia (bandiera)  | A     | Azar Karadas       |
| 7  | Norvegia (bandiera)  | D     | Hassan El Fakiri   |
| 8  | Islanda (bandiera)   | C     | Gylfi Einarsson    |
| 9  | Norvegia (bandiera)  | C     | Jan Gunnar Solli   |
| 10 | Danimarca (bandiera) | A     | David Nielsen      |
| 11 | Norvegia (bandiera)  | C     | Petter Vaagan Moen |
| 12 | Norvegia (bandiera)  | P     | Håkon Opdal        |
| 13 | Norvegia (bandiera)  | A     | Erik Huseklepp     |

| N. |                     | Ruolo | Calciatore              |
| -- | ------------------- | ----- | ----------------------- |
| 14 | Gambia (bandiera)   | C     | Tijan Jaiteh            |
| 15 | Uruguay (bandiera)  | A     | Diego Guastavino        |
| 16 | Norvegia (bandiera) | C     | Bjarte Haugsdal         |
| 17 | Norvegia (bandiera) | C     | Eirik Bakke             |
| 18 | Islanda (bandiera)  | D     | Ólafur Örn Bjarnason    |
| 19 | Norvegia (bandiera) | A     | Cato Hansen             |
| 20 | Norvegia (bandiera) | D     | Kristian Flittie Onstad |
| 21 | Islanda (bandiera)  | D     | Kristján Örn Sigurðsson |
| 24 | Norvegia (bandiera) | P     | Kenneth Udjus           |
| 26 | Norvegia (bandiera) | D     | Bjørnar Holmvik         |
| 27 | Norvegia (bandiera) | A     | Matias Møvik            |
| 28 | Islanda (bandiera)  | A     | Ármann Björnsson        |

## Risultati

### Campionato

#### Girone di andata
| Arbitro: | Moen (Haugesund) |

|                          |           |               |
| Mjelde 20’ Mane 51’, 61’ | Marcatori | 84’ Bjarnason |

| Arbitro: | Skjerven (Kaupanger) |

|          |           |              |
| Solli 5’ | Marcatori | 84’ Diskerud |

| Arbitro: | Sandmoen |

|                 |           |                |
| Dahl 52’ (aut.) | Marcatori | 83’ Sigurðsson |

| Arbitro: | Berntsen (Vang) |

|                                  |           |                                       |
| Bjarnason 42’ (rig.), 69’ (rig.) | Marcatori | 24’, 36’ Moldskred 33’, 38’ Rushfeldt |

| Arbitro: | Staberg |

|                     |           |          |
| Moh. Abdellaoue 11’ | Marcatori | 4’ Solli |

| Arbitro: | Helgerud (Lier) |

|  |           |                  |
|  | Marcatori | 34’, 78’ Nielsen |

| Arbitro: | Olsen (Kristiansand) |

|                                    |           |           |
| Nielsen 45’ Huseklepp 51’ Moen 72’ | Marcatori | 64’ Riise |

| Arbitro: | Sandmoen |

|                                   |           |              |
| Brenne 10’ Bentley 13’ Kovács 17’ | Marcatori | 7’ Huseklepp |

| Arbitro: | Øvrebø (Oslo) |

|          |           |                |
| Moen 76’ | Marcatori | 87’ Stokkelien |

| Arbitro: | Hagen (Grue) |

|                     |           |                                              |
| Jóhannsson 25’, 74’ | Marcatori | 47’ Einarsson 48’ Karadas 58’ Moen 78’ Bakke |

| Arbitro: | Skjerven (Kaupanger) |

|                        |           |  |
| Jaiteh 30’ Karadas 90’ | Marcatori |  |

| Arbitro: | Staberg |

|                   |           |             |
| Pedersen 26’, 60’ | Marcatori | 86’ Nielsen |

| Arbitro: | Johnsen |

|                    |           |                |
| Huseklepp 53’, 81’ | Marcatori | 79’ Guastavino |

| Arbitro: | Berntsen (Vang) |

|               |           |                |
| Bertelsen 80’ | Marcatori | 55’ Sigurðsson |

| Arbitro: | Helgerud (Lier) |

|                        |           |           |
| Huseklepp 9’ Bakke 61’ | Marcatori | 90’ Aarøy |

#### Girone di ritorno
| Arbitro: | Berntsen (Vang) |

|                         |           |               |
| Keller 27’ Farnerud 80’ | Marcatori | 23’ Huseklepp |

| Arbitro: | Hagen (Grue) |

|                           |           |                     |
| Karadas 66’ Björnsson 90’ | Marcatori | 5’ (aut.) Sævarsson |

| Arbitro: | Skjerven (Kaupanger) |

|                                        |           |                             |
| M. Diouf 1’, 7’, 10’, 27’ P. Diouf 90’ | Marcatori | 46’ Huseklepp 90’ Björnsson |

| Arbitro: | Hafsås |

|                                                       |           |                               |
| Bjarnason 4’ (rig.) Austin 27’ Huseklepp 56’ Moen 82’ | Marcatori | 22’ Martins 90’ Sti. Johansen |

| Arbitro: | Moen (Haugesund) |

|                        |           |                                   |
| Angan 14’ Obiefule 56’ | Marcatori | 21’ Huseklepp 66’ (aut.) Simonsen |

| Arbitro: | Olsen (Kristiansand) |

|                                            |           |                              |
| Huseklepp 54’, 58’ Moen 68’ Guastavino 70’ | Marcatori | 59’ Andersson 78’ Nordkvelle |

| Arbitro: | Øvrebø (Oslo) |

|  |           |             |
|  | Marcatori | 14’ Røyrane |

| Arbitro: | Staberg |

|  |           |               |
|  | Marcatori | 72’ Sævarsson |

| Arbitro: | Berntsen (Vang) |

|                      |           |          |
| Steenslid 73’ (aut.) | Marcatori | 24’ Ijeh |

| Arbitro: | Staberg |

|                                               |           |  |
| Herrera 51’ Bjarnason 64’ (aut.) Mathisen 71’ | Marcatori |  |

| Arbitro: | Skjerven (Kaupanger) |

|                                       |           |                        |
| Huseklepp 19’, 49’, 53’ Sævarsson 90’ | Marcatori | 78’ Børven 86’ Gulsvik |

| Arbitro: | Hagen (Grue) |

|  |           |                         |
|  | Marcatori | 50’ Huseklepp 80’ Solli |

| Arbitro: | Olsen (Kristiansand) |

|          |           |                          |
| Moen 63’ | Marcatori | 33’ Shelton 89’ Sæternes |

| Arbitro: | Staberg |

|                                  |           |            |
| Pedersen 7’ Kippe 45’ Søgård 77’ | Marcatori | 48’ Austin |

| Arbitro: | Berntsen (Vang) |

|                |           |           |
| Guastavino 42’ | Marcatori | 50’ Prica |

### Coppa di Norvegia
| Høyanger 13 maggio 2009, ore 18:00 CEST Primo turno                                                      | Høyang    | 0 – 6 referto                                                          | Brann |  |
| \| \| \| \| \| \| Marcatori \| 22’ Austin 45’ Bakke 46’ Björnsson 53’ (rig.), 75’ Karadas 86’ Holmvik \| |           |                                                                        |       |  |
| |           |                                                                        |       |  |
| | Marcatori | 22’ Austin 45’ Bakke 46’ Björnsson 53’ (rig.), 75’ Karadas 86’ Holmvik |       |  |

| Lyngbø 24 maggio 2009, ore 18:00 CEST Secondo turno       | Lyngbø    | 0 – 2 referto           | Brann | Lyngbøparken |
| \| \| \| \| \| \| Marcatori \| 4’ Hansen 63’ Sævarsson \| |           |                         |       |              |
|                                                           |           |                         |       |              |
|                                                           | Marcatori | 4’ Hansen 63’ Sævarsson |       |              |

| Sotra 17 giugno 2009, ore 18:00 CEST Terzo turno                                           | Nest-Sotra | 2 – 4 referto                           | Brann | Ågotnes Stadion |
| \| \| \| \| \| Knudsen 52’, 78’ \| Marcatori \| 10’, 25’ Nielsen 43’ Karadas 69’ Hansen \| |            |                                         |       |                 |
|                                                                                            |            |                                         |       |                 |
| Knudsen 52’, 78’                                                                           | Marcatori  | 10’, 25’ Nielsen 43’ Karadas 69’ Hansen |       |                 |

| Arbitro: | Olsen (Kristiansand) |

|          |           |  |
| Solli 9’ | Marcatori |  |

| Arbitro: | Sandmoen |

|                                                  |           |           |
| Bentley 15’ Kovács 33’, 82’ Lekven 55’ Berge 90’ | Marcatori | 73’ Solli |